# 短頜蛇鯔
短頜蛇鯔，為輻鰭魚綱仙女魚目合齒魚亞目合齒魚科的其中一種，分布於西大西洋區，從美國南卡羅萊納州至圭亞那海域，棲息深度20-550公尺，體長可達45公分，為底棲性魚類，生活在沙泥底質海域，屬肉食性，生活習性不明。